# Reichenbach (Haute-Lusace)
Pour les articles homonymes, voir Reichenbach.
Reichenbach (en allemand Reichenbach/Oberlausitz) est une ville de Saxe (Allemagne), située dans l'arrondissement de Görlitz, dans le district de Dresde et dans la région historique de Haute-Lusace. Cette région faisait partie de la Prusse entre 1815 et 1945 et non pas de la Saxe.

## Municipalité
Outre la petite ville de Reichenbach, les villages suivants font partie de la municipalité: Niederreichenbach, Oberreichenbach, Oelisch, Zoblitz (où passait l'ancienne frontière entre la Saxe et la Prusse, le village faisant partie alors de l'ancien district de Löbau), Meuselwitz, avec Goßwitz, Schöps, Borda et Krobnitz (connu pour son château de Krobnitz), ainsi que Gurigk, Reißaus et Lehnhäuser, Dittmansdorf, avec Biesig, Mengelsdorf, avec Löbensmüh et Feldhäuser.

## Histoire
La fondation de Niederreichenbach et Oberreichenbach date du tout début du XIIIe siècle et le village de Reichenbach apparaît dans les textes en 1238. Il est placé sur la route de la Via Regia, voie datant des VIIIe et IXe siècles allant de la Silésie à la Rhénanie, ce qui favorise sa croissance. Reichenbach obtient rapidement les privilèges de ville en 1306. Elle est assiégée en hiver 1430-1431 pendant les guerres hussites par une armée de huit mille hommes dirigée par Procope le Tondu. La ville est incendiée. Les seigneurs de Gersdorff sont les seigneurs des domaines de Reichenbach de 1380 au XXe siècle. Leurs armes figurent au milieu du blason de la ville.
Plus tard Napoléon traverse l'endroit à plusieurs reprises. Il est reçu chez l'apothicaire de la ville, ainsi que Frédéric-Guillaume III de Prusse. La région change de souverain après le congrès de Vienne. Le royaume de Saxe, ancien allié de Napoléon, perd une grande partie de la Lusace et donc Reichenbach au profit du royaume de Prusse dans sa province de Silésie. Reichenbach fait partie de la Prusse dans l'arrondissement de Görlitz, jusqu'en 1945, année où elle revient au nouveau Land de Saxe.

## Religion
La majorité de la population appartient à la communauté luthérienne-évangélique de Reichenbach et Meuselwitz, qui fait partie de l'Église luthérienne-évangélique de Berlin-Brandebourg-Haute-Lusace-silésienne. Il existe aussi deux paroisses catholiques, Sainte-Anne et Sainte-Edwige, appartenant au diocèse de Görlitz, ainsi qu'un temple de l'Église réformée et une petite maison de prières adventiste.

## Architecture
- Église luthérienne Saint-Jean, XII-XIIIe siècle
- Église catholique Sainte-Anne (1900) néogothique
- Moulin à vent de Töpferberg (284m)
- Château de Krobnitz à Krobnitz

## Personnalités liées à la ville
- Jack Barsky, né Albrecht Dittrich (1949-), auteur germano-américain, informaticien et ancien agent dormant du KGB, né à Reichenbach.
- Christlob Mylius (1722-1754), homme de lettres né à Reichenbach.
- Waldemar von Roon (1837-1919), général et homme politique mort au château de Krobnitz.
- Max Ohnefalsch-Richter (1850-1917), archéologue né à Sohland am Rotstein.